# Howard Donald

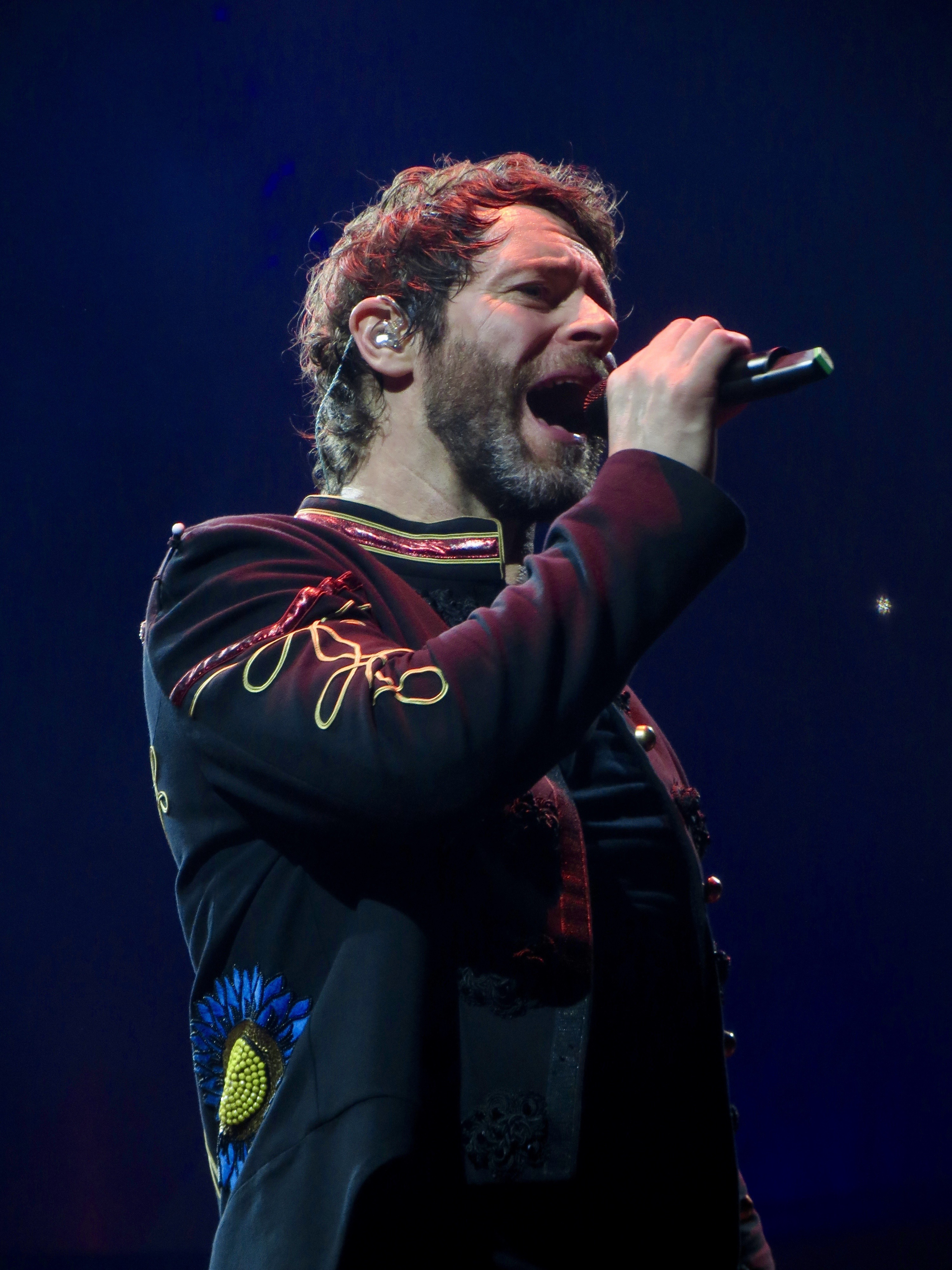
Howard Donald (2017)

Howard Paul Donald (* 28. April 1968 in Manchester) ist ein britischer Sänger, Tänzer und DJ. Er ist Mitglied der 1990 gegründeten Boygroup Take That.

## Leben und Karriere
Howard Donald wuchs gemeinsam mit einem drei Jahre älteren Bruder in Manchester auf. Nach seinem Schulabschluss absolvierte er zunächst eine Ausbildung zum Fahrzeuglackierer. In seiner Jugend tanzte Donald in mehreren Gruppen hobbymäßig Breakdance.
1990 schloss er sich der neugegründeten Boygroup Take That an. Nach der Trennung der Band im Frühjahr 1996 gingen die Mitglieder getrennte Wege; Robbie Williams hatte die Band bereits im Jahr zuvor verlassen. Um Donald wurde es in den Jahren nach der Trennung ruhiger. Er schrieb mehrere eigene Songs und gab diese teilweise auch an andere Künstler weiter. So veröffentlichte 1996 der Sänger Kavana ein Stück von Donald. 1999 nahm der Sänger Adam Rickitt zwei Songs auf, die ebenfalls von Donald geschrieben worden waren. Donald arbeitet auch als DJ und legte schon mehrfach in Deutschland auf, so unter anderem auf der Lovestern Galaktika im Rahmen der Loveparade im Jahr 2002.
Im November 2006 startete Take That auch in Deutschland ein Comeback, nachdem die Band zuvor in Großbritannien eine erfolgreiche Reunion-Tour durchgeführt hatte. In Deutschland wurde er ebenfalls als Jurymitglied der Tanzshow Got to Dance bekannt, wo er von Juni 2013 bis August 2014 in zwei Staffeln auf ProSieben und Sat.1 zu sehen war. Die Show wurde 2014 mit dem Bayerischen Fernsehpreis ausgezeichnet. 
Donald hat zwei Töchter mit ehemaligen Partnerinnen. Im Januar 2015 heiratete er seine langjährige Freundin Katie Halil, die im Januar 2016 einen gemeinsamen Sohn zur Welt brachte. Im Februar 2017 wurden beide erneut Eltern eines Sohnes. Er lebt mit seiner Familie in Deutschland und England.

## Diskografie
mit Take That
- Take That/Diskografie

als Songschreiber
- 1996: Kavana – Crazy Chance
- 1999: Adam Rickitt – Good Times und Hold Onto Our Love